# هدى (اسم)
هُدى اسم علم مؤنث عربي، وهو مصدر الفعل هَدى.
ومعناه: الإرشاد، والدَّلالة على الطريق القويم، والبيان، والنهار.
ومن الأسماء ذات الصلة :هادي مُهْتَدي هَدايا هِداية هادِية هديَّة هُدى هادى إهداء تهادي مهدية.
وهُدى هو اسم علم شخصي عربي مؤنث، وله انتشار في العالم العربي.

## الشخصيات
- هدى عمّاش، عالمة عراقية لقبت بسيدة الجمرة الخبيثة من قبل القوات الأمريكية، وهي من مواليد الأعظمية في بغداد 1953.
- هدى شعراوي، ناشطة سياسية مصرية (توفيت في عام 1947) وهي رئيسة الحركة النسائية في مصر.
- هدى الخطيب (من مواليد 1964)، ممثلة إماراتية.
- هدى سلطان، (1925-2006)، ممثلة مصرية.
- هدى البان، سياسية من اليمن، كانت «وزيرة حقوق الإنسان» في اليمن حتى 20 مارس 2011، حتى أستقالت احتجاجاً على هجمات الأمن على المتظاهرين ومجزرة جمعة الكرامة أثناء ثورة الشباب اليمنية.
- هدى سعد مغنية مغربية.
- هدى عزرا سياسية بحرينية.
- هدى بركات أنثوية لبنانية فرنسية.